# Lalka Berberova
Lalka Berberova, född den 11 juni 1965 i Plovdiv, Folkrepubliken Bulgarien, död 24 juli 2006, var en bulgarisk roddare.
Hon tog OS-silver i tvåa utan styrman i samband med de olympiska roddtävlingarna 1988 i Seoul.